# Närpes gymnasium
Närpes gymnasium är ett gymnasium beläget i Närpes i Finland. Gymnasiet grundades hösten 1973. I skolan går cirka 120 elever varje år från Närpes, Kaskö och Kristinestad. Gymnasiet är helt årskurslöst sedan 1996 och studentexamen kan avläggas på 2-4 år, beroende på mängden kurser man väljer. Studerande på skolan kan också välja att gå på antingen en fotbollslinje eller hockeylinje. (År 2015 gick inte hockeylinjen). På senare tid har det också tillkommit möjligheter att välja en musiklinje eller danslinje. Utöver det kan de elever avlägga gymnasiediplom i textilslöjd och bildkonst. Elever på yrkesakademin kan även avlägga studentexamen via kombi-programmet. Kombi ger eleven möjlighet att ta läsa sex kurser i fyra ämnen: modersmål, finska, engelska och matematik. I studentexamen skriver man prov i minst fyra ämnen. Modersmålet är obligatoriskt ämne för alla.